# Central City (Colorado)
Central City è un centro abitato (city) degli Stati Uniti d'America, capoluogo di contea della contea di Gilpin dello Stato del Colorado. Nel censimento del 2000 la popolazione era di 515 abitanti.

## Storia
La cittadina nacque come accampamento di cercatori d'oro durante la corsa all'oro di Pike's Peak. Il 6 maggio 1859 tale John H. Gregory scoprì una vena madre (Gregory Lode) nella valle tra Black Hawk e Central City. Nell'arco di due mesi furono scoperte altre vene. Nel 1860 circa 10000 cercatori sciamarono nella città, allora nota come Mountain City, nome dell'ufficio postale fino al 1869, e nelle vicinanze, ma la maggior parte ritornò presto all'est. Il censimento del 1900 evidenziò la presenza di 3114 residenti.

## Geografia fisica
Secondo i rilevamenti dell'United States Census Bureau, Central City si estende su una superficie di 4,9 km².